# Achim Bröger
Achim Bröger (* 16. Mai 1944 in Erlangen) ist ein deutscher Kinder- und Jugendbuchautor. Er ist Mitglied des PEN-Zentrums Deutschland.

## Leben
Achim Bröger erfand schon als Kind im Bett Geschichten. Nach einigen Jahren Teilzeitarbeit in einem Schulbuchverlag entschied er sich 1980 ganz fürs Schreiben. Er lebt als freier Schriftsteller in Sereetz bei Lübeck. Die Grundschule der Dorfschaft trägt seinen Namen.

## Schaffen
Bröger schreibt Kinder- und Jugendbücher sowie Hörspiele, Theaterstücke und Drehbücher fürs Fernsehen. Seine Bücher wurden in 20 Sprachen übersetzt. In seinen Jugendbüchern schreibt Bröger offen über Sexualität, wobei er dieses Thema einfühlsam und realistisch anspricht.
Neben seiner Tätigkeit als Buchautor wirkte er auch an mehreren Fernsehserien für Kinder mit, wie zum Beispiel an der Sendung mit der Maus und Löwenzahn.

## Auszeichnungen
- 1975 Deutscher Schallplattenpreis
- 1980 Friedrich-Bödecker-Preis gemeinsam mit Gisela Kalow
- 1987 Deutscher Jugendliteraturpreis für Oma und ich
- 1993 Nicolas Born-Preis (Künstlerstipendien und Kunstpreis des Landes Niedersachsen für Literatur)

## Werke
- Der Ausreden-Erfinder und andere Bruno-Geschichten. 1973.
- Guten Tag, lieber Wal. 1974.
- Das wunderbare Bettmobil. Thienemann Verlag, 1975 mit Gisela Kalow. ISBN 352-2-41250-8
- Steckst du dahinter, Kasimir? Ein „Kinder-Zwinker-Krimi“. 1975.
  - überarbeitete Neuauflage, mit Illustrationen von Willy Giltmann und Claus Diercks, WIEKRA Edition, Suhlendorf 2020. ISBN 978-3-940189-21-9
- Doppelte Ferien sind am schönsten. 1975.
- Herr Munzel geht die Wand hoch und 18 andere Was-wäre-wenn-Geschichten. 1975.
- Kurzschluß. 1976.
- Wollen wir Freunde sein? 1977.
- Bruno verreist. 1978.
- Moritz-Geschichten. 1979.
- So ein irrer Nachmittag. 1981.
- Meyers großes Kinderlexikon. 1981.
- In Wirklichkeit ist alles ganz anders. 1982.
- Pizza und Oskar. 1982.
- Draußen ist es dunkel. 1982.
- Auf Zehenspitzen und Katzenpfoten. Eine Weihnachtsgeschichte. 1983.
- Bruno und das Telefon. 1983.
- Hallo, Bär! 1984.
- Mein 24.Dezember. 1985.
- Die Weihnachtsmänner. 1985.
- Tschüs, lieber Wal. 1985.
- Spätschichtage sind Spaghettitage. Ein Geschichten-Sachbuch. Mit Bildern von Manfred Schlüter. 1985.
- Oma und ich. Eine Kindergeschichte. 1986.
- Ich mag dich. 1986.
- Geschwister ... nein danke!? 1987.
- Schön, daß es dich gibt. 1987.
- Mama, ich hol’ Papa ab. 1988.
- Für Mama.(K)eine Muttertagsgeschichte. 1988.
- Der rote Sessel. Mit Bildern von Manfred Schlüter. 1988.
- Mein Schultütenbuch. 1988.
- Die Weihnachtskatze. 1989.
- Hand in Hand. 1990.
- Zwei Raben mit Rucksack und viele andere Geschichten. 1990.
- Heini eins bis fünf. 1991.
- Ich kann nicht einschlafen. Mit Bildern von Manfred Schlüter. 1991.
- Schulgespenster. Mit Bildern von Regina Kehn. Thienemann Verlag, 1991, ISBN 978-3-522-16801-4.
- Wo die Sonne im Meer versinkt. 1992.
- Die kleine Jule. Eine Unterwasser-Ungeheuer-Geschichte. 1992.
- Flockis erste Reise. 1992.
- Flockis Geburtstag. 1993.
- Nickel spielt Lehrerin. 1993.
- Der kleine Bücherbär: Nickel will die Eltern tauschen. Mit Bildern von Silke Brix. Arena Verlag, 1994, ISBN 978-3-401-07457-3.
- So klein ... und schon verknallt? Und andere Geschichten vom Liebhaben. 1994.
- Komm rein, Rosalie. 1994.
- Die Kuschelbande. 1994.
- Weihnachten bei der Kuschelbande. 1994.
- Bist du wach, Papa?. 1994.
- Mein erster Advent und andere neue Flocki-Geschichten. 1995.
- Der kleine Bücherbär: Nickel auf Piratenjagd. Mit Bildern von Silke Brix. Arena Verlag, 1995, ISBN 978-3-401-07458-0.
- Drei Neue bei den Schulgespenstern. 1995.
- Nickel im Wilden Westen. 1996.
- Wahnsinnsgefühl. 1997.
- Nickel wird Hexe. 1997.
- Als Weihnachten beinah verschoben wurde. 1997.
- Endlich kann ich Rad fahren. 1998.
- Endlich kann ich allein einkaufen gehen. 1998.
- Nickel flunkert gute Noten. 2002.
- Flammen im Kopf. 2002.
- Moritz entdeckt einen Stern. Und andere Vorlesegeschichten mit Moritz. 2003.
- Immer nur Amelie. Geschichten von Eifersucht und Freundschaft. Pädagogisch begleitet von Sabine Seyffert, 2004.
- Sophie will aber. Geschichten von Trotz und Selbstbewusstsein. Pädagogisch begleitet von Sabine Seyffert, 2004.
- Lena lässt sich nichts gefallen. Geschichten von Störenfrieden und starken Freunden. Illustrationen: Hans-Günther Döring. Pädagogisch begleitet von Sabine Seyffert. Arena, Würzburg 2005.
- Leonie hält zu David. Geschichten vom Helfen und Freundlichsein. Pädagogisch begleitet von Sabine Seyffert, 2005.
- Jakobs Zauberhut – Das große Geheimnis. 2005.
- Oma und ich. 2013.
- So stark sind wir zusammen. 2015.
- Das Schulweggeheimnis. 2015.